# 丘雷姆區

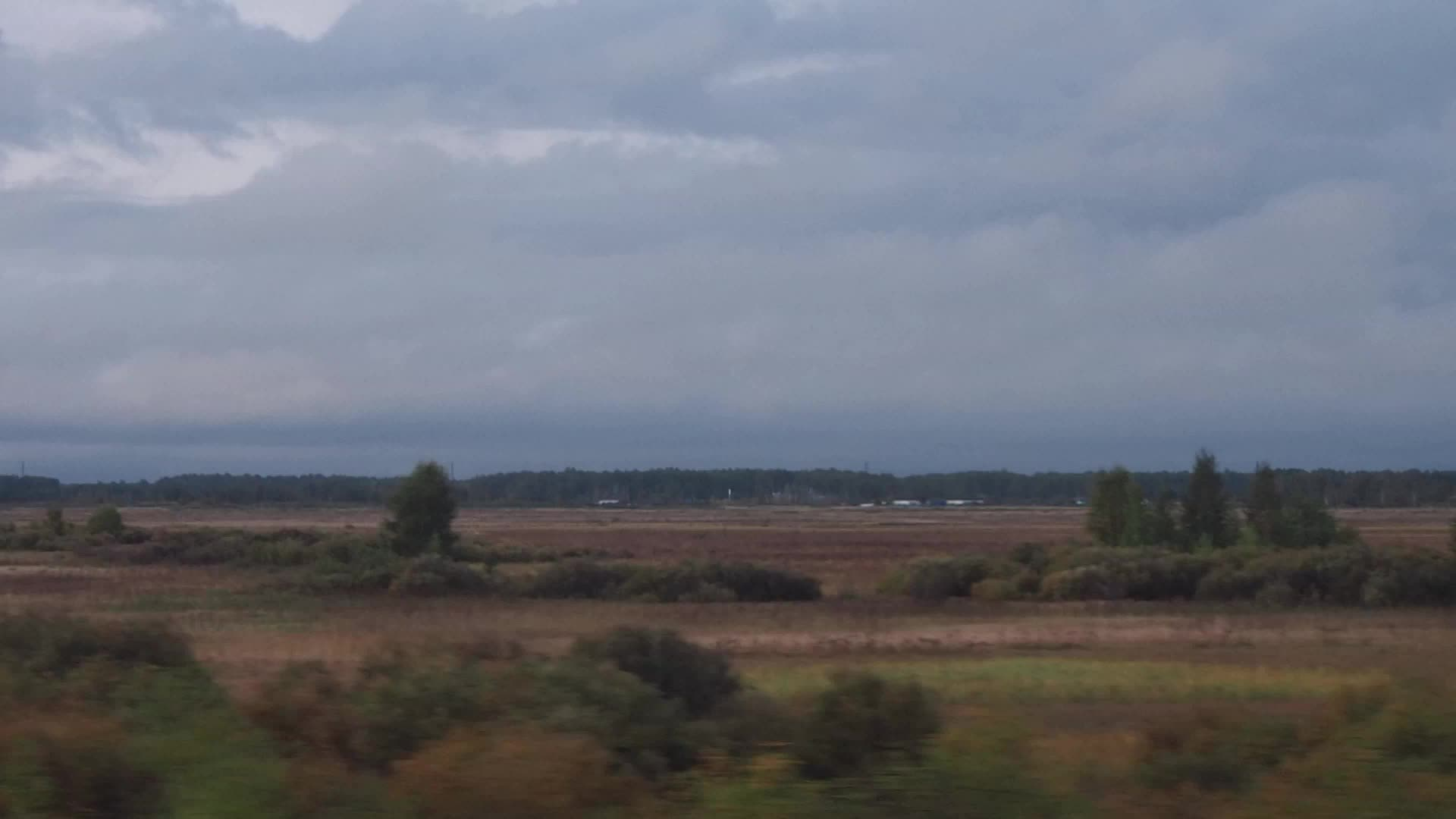

55°06′N 80°58′E / 55.100°N 80.967°E
丘雷姆區（俄语：Чулымский район），是俄羅斯的一個區，位於該國南部，由新西伯利亞州負責管轄，面積8,559平方公里，2010年人口23,909，人口密度每平方公里2.79人。